# Махаффей, Валери
Валери Махаффей (англ. Valerie Mahaffey; 16 июня 1953[…], Суматра — 30 мая 2025, Лос-Анджелес, Калифорния) — американская характерная актриса и продюсер, лауреат прайм-таймовой премии «Эмми» в 1992 году. Махаффей известна благодаря ролям эксцентричных и обманчиво нормальных женщин, которые в итоге оказываются безумными.

## Жизнь и карьера

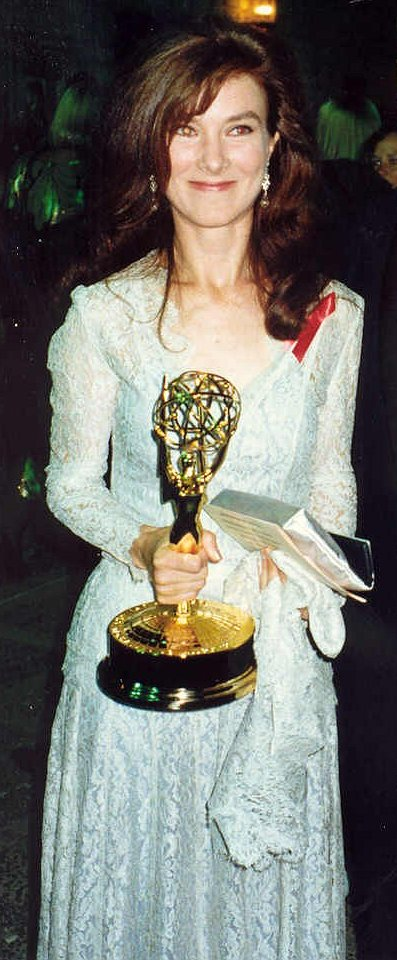
Махаффей в 1992 году на церемонии «Эмми»

Валери Махаффей родилась в Индонезии и переехала в Остин, штат Техас, в шестнадцатилетнем возрасте. В 1975 году она окончила со степенью бакалавра искусств Техасский университет в Остине, после чего и начала свою актёрскую карьеру. В 1976 году она дебютировала на бродвейской сцене в мюзикле «Рекс».
С 1979 по 1981 год Валери Махаффей снималась в дневной мыльной опере «Доктора», которая принесла ей первую номинацию на «Эмми» в 1980 году. После ухода из мыльной оперы Махаффей начала строить свою карьеру комедийной актрисы, играя в ситкомах, а также иногда и в драматических проектах. На телевидении у неё была ведущая роль в ситкоме «Власть имущие», который был закрыт после двух сезонов в 1993 году. Более широкого признания она добилась, однако, благодаря своим второстепенным ролям в таких сериалах как «Северная сторона», «Крылья», «Клиент» и «Скорая помощь». В 1992 году она получила премию «Эмми» за лучшую женскую роль второго плана в драматическом сериале «Северная сторона» (это единственная актёрская «Эмми» этого сериала).
Махаффей снялась с Дельтой Бёрк и Патрицией Хитон в недолго просуществовавшем ситкоме 1995 года «Женщины в доме». У неё были роли второго плана в ряде фильмов, таких как «Охота на ведьм» (1994), «Большое путешествие» (1995), «Из джунглей в джунгли» (1997), «Чудеса на Новый год» (1999), «Фаворит» (2003), «Моя первая свадьба» (2006), «Давнее свидание» (2008) и «Такие разные близнецы» (2011).
В 2006—2007 годах у Махаффей была основная второстепенная роль в третьем сезоне сериала «Отчаянные домохозяйки». Также у неё были второстепенные роли в сериалах «Такая разная Тара», «Хор» и «Понедельник утром». В дополнение к этому Махаффей в разные годы появилась в таких сериалах как «Сайнфелд», «Западное крыло», «Закон и порядок: Специальный корпус», «Фрейзер», «Частная практика» и «Юристы Бостона». В 2013 году Махаффей сыграла очередную эксцентричную второстепенную роль в сериале «Коварные горничные».
Валери Махаффей была замужем за Джозефом Келли, с которым у неё есть совместный ребёнок.
Умерла от рака в Лос-Анджелесе 30 мая 2025 года в возрасте 71 года.

## Избранная фильмография
- Расскажи, мне, как меня зовут (1977)
- Доктора (дневная мыльная опера, 1979—1981)
- Непридуманные истории (1 эпизод, 1984)
- Mr. Bill’s Real Life Adventures (1986)
- Американский театр (1 эпизод, 1986)
- Фресно (мини-сериал, 1986)
- Отвага женщин (1986)
- Ньюхарт (1 эпизод, 1987)
- Джек и Майк (1 эпизод, 1987)
- По прозвищу «Танцор» (1987)
- Перри Мейсон (2 эпизода, 1989)
- Враг народа (1990)
- Тайны отца Даулинга (1 эпизод, 1990)
- Квантовый скачок (1 эпизод, 1990)
- Весёлая компания (1 эпизод, 1990)
- Молодые наездники (1 эпизод, 1991)
- Детский разговор (1 эпизод, 1991)
- Сайнфелд (1 эпизод, 1991)
- Пока смерть не разлучит нас (1992)
- Как в кино (1 эпизод, 1992)
- Власть имущие (21 эпизод, 1992—1993)
- Они (1993)
- Северная сторона (5 эпизодов, 1991—1994)
- Закон Лос-Анджелеса (1 эпизод, 1994)
- Охота на ведьм (1994)
- Женщины в доме (6 эпизодов, 1995)
- Большое путешествие (1995)
- Крылья (3 эпизода, 1993—1996)
- Клиент (4 эпизода, 1995—1996)
- Каролина в Нью-Йорке (1 эпизод, 1996)
- Из джунглей в джунгли (1997)
- Джордж и Лео (1 эпизод, 1997)
- Чудеса на Новый год (1999)
- Скорая помощь (4 эпизода, 1999)
- Любовь и деньги (1 эпизод, 2000)
- Элли Макбил (1 эпизод, 2000)
- Это мой Буш! (1 эпизод, 2001)
- Ночные видения (1 эпизод, 2001)
- Необычный ребенок (2001)
- Справедливая Эми (1 эпизод, 2001)
- Западное крыло (1 эпизод, 2001)
- Закон и порядок: Специальный корпус (1 эпизод, 2002)
- Пар 6 (2002)
- Фаворит (2003)
- Фрейзер (1 эпизод, 2003)
- Без следа (1 эпизод, 2004)
- Вне практики (1 эпизод, 2005)
- Крошки (1 эпизод, 2006)
- Моя первая свадьба (2006)
- C.S.I.: Место преступления (1 эпизод, 2006)
- Отчаянные домохозяйки (9 эпизодов, 2006—2007, 2012) / Desperate Housewives — Альма Ходж
- Детектив Рейнс (1 эпизод, 2007)
- Частная практика (1 эпизод, 2007)
- Юристы Бостона (1 эпизод, 2008)
- Давнее свидание (2008)
- Такая разная Тара (7 эпизодов, 2009)
- Летний свет (2010)
- Мне хорошо с тобой (1 эпизод, 2010)
- Ханна Монтана (эпизод «I’ll Always Remember You», 2010) / Hannah Montana — мисс Джеймсон
- Воспитывая Хоуп (1 эпизод, 2010)
- Такие разные близнецы (2011)
- Если бы я была тобой (2012)
- Бешеные глаза (2012)
- Бывшие (1 эпизод, 2012)
- Хор (3 эпизода, 2011—2013)
- Понедельник утром (6 эпизодов, 2013)
- Коварные горничные (5 эпизодов, 2013)
- Чудо на Гудзоне (2016)